# Андрій Дзвінкий
Дзвінкий (також відомий як Андрій Дзвінкий; справжнє ім'я — Андрій Володимирович Лисков; нар. 19 березня 1977, Москва, Московська область, Росія) — російський співак.
Будучи вже ветераном російської хіп-хоп- сцени, по-справжньому прославився в 2018 з піснею «Голосу» з альбому «Світ моїх ілюзій», що потрапила в топи музичних чартів.

## Біографія
Андрій Володимирович Лисков народився в Москві 19 березня 1977.
Захоплювався музикою ще з дитинства, при цьому цікавився найрізноманітнішими музичними стилями та напрямками. У результаті, вже спробувавши грати на різних інструментах, в 1996 надійде в музичне училище за ударними ударами.
Починав свою кар'єру в музиці ударником у джазовому ансамблі (за даними з анонсу концерту одного з концертів Дзвінкого, він грав на ударних у джазовому коледжі).
В 1993 з репером Максом (також відомим як Автобус) заснував групу «Рітм-У». Група дала Дзвінкому неоціненний досвід, тому що з нею він зробив свої перші кроки на великій сцені та працював над своїм першим у житті альбомом.
Через кілька років був музичний проект «Дерево життя», створений Андрієм разом з Муком і Діловим і грав суміш регі-хіп-хопу і джазу.
Потім розпочав сольну кар'єру. Перший сольний альбом Дзвінкого називався «Мені подобається» та вийшов у 2013 році на лейблі «Моноліт».
У 2014 році взяв участь у телешоу «Голос» на російському Першому каналі. Успішно пройшовши сліпі прослуховування, опинився в команді Пелагеї, але його шлях на шоу обірвався вже на етапі «поєдинків».
З 2015 року є артистом лейблу Velvet Music.
В 2018 прорвався з альбомом «Світ моїх ілюзій» і першим синглом з нього — «Голосу», що потрапив у топи музичних чартів. Цей альбом записувався дуже довго. Серед музикантів, що взяли участь у його записі як гостей, були Ёлка, Рем Дігга, ОлівецьНа початку грудня на пісню «Голосу» вийшов кліп.

У кліпі «Голоси» за допомогою оригінальних візуальних ефектів Дзвінкий начебто показує, наскільки спотвореним і чужим тепер бачить середовище, в якому раніше почував себе своїм. Щойно випало з реальності здається не сам артист, а молоді люди, замкнені у своєму світлі, що згорає. Все охоплено полум'ям, буквально, і це навіть заворожує. Але рідну душу там Дзвінкий все ж таки знаходить і, напевно, рятує.
 — Дзвінкий спалює молодість у новому кліпі «Голосу» — ТНТ MUSIC, 5 грудня 2018 року

В клипе «Голоса» при помощи оригинальных визуальных эффектов Звонкий будто показывает, насколько искажённой и чужой теперь видит среду, в которой раньше чувствовал себя своим. Только выпавшим из реальности кажется не сам артист, а молодые люди, запертые в своём сгорающем мирке. Всё объято пламенем, буквально, — и это даже завораживает. Но родную душу там Звонкий всё же находит и, наверное, спасает.

## Відгуки критиків
Відповідно до «Музики Першого», Дзвінкий вважається «одним із найкращих російських виконавців стилю раггамафін».
На думку «Русского радіо», Дзвінкий — «найкращий російський ragga-виконавець, який зумів створити власний оригінальний музичний стиль, взявши за основу раггамафін у симбіозі сучасного танцювального саунду та вокалу».

## Дискографія

### Студійні альбоми
| * Трек-лист | * Трек-лист                        | * Трек-лист |
| #           | Назва                              | Тривалість  |
| ----------- | ---------------------------------- | ----------- |
| 1.          | «Мне нравится»                     | 0:48        |
| 2.          | «Страшный и опасный»               | 3:40        |
| 3.          | «Только небо»                      | 3:17        |
| 4.          | «Друзья»                           | 3:17        |
| 5.          | «Ночи»                             | 3:26        |
| 6.          | «Our Story»                        | 5:09        |
| 7.          | «Отпусти меня»                     | 3:51        |
| 8.          | «Скучаю» (feat. Деловой & Мук)     | 3:04        |
| 9.          | «Это Звонкий»                      | 0:55        |
| 10.         | «Дорога»                           | 3:36        |
| 11.         | «Новый день»                       | 3:35        |
| 12.         | «Глаз да глаз»                     | 3:16        |
| 13.         | «Кино»                             | 3:14        |
| 14.         | «Суперстар (Посвящение)»           | 3:24        |
| 15.         | «Ничего больше»                    | 3:29        |
| 16.         | «Кино» (Andrey S.P.L.A.S.H. Remix) | 5:45        |
| 17.         | «Ночи» (Andrey S.P.L.A.S.H. Remix) | 3:30        |
| 18.         | «До новых встреч!»                 | 0:33        |
| 54:29       |                                    |             |

| * Трек-лист | * Трек-лист                             | * Трек-лист |
| #           | Назва                                   | Тривалість  |
| ----------- | --------------------------------------- | ----------- |
| 1.          | «Intro»                                 | 1:30        |
| 2.          | «Из окон» (feat. Рем Дигга)             | 3:39        |
| 3.          | «Голоса»                                | 3:26        |
| 4.          | «Падаем в небо»                         | 2:58        |
| 5.          | «Иногда»                                | 3:23        |
| 6.          | «Ну и дела»                             | 2:50        |
| 7.          | «Королева» (feat. Карандаш)             | 3:42        |
| 8.          | «Паранормальные»                        | 3:21        |
| 9.          | «Танцуй для меня»                       | 3:00        |
| 10.         | «Делай любовь» (feat. Ёлка & Рем Дигга) | 3:16        |
| 11.         | «Адреналин»                             | 3:10        |
| 12.         | «Спаси меня» (feat. Ёлка)               | 3:14        |
| 13.         | «Космос»                                | 3:25        |
| 14.         | «Встретимся завтра»                     | 3:22        |
| 15.         | «Outro»                                 | 0:30        |
| 42:06       |                                         |             |

### Мини-альбомы
| Назва               | Информация                                                                     | Примечание |
| ------------------- | ------------------------------------------------------------------------------ | --- |
| November 13TH, 2020 | - Реліз: 13 листопада 2020 - Лейбл: Velvet Music - Формат: Цифрова дистрибуція | \| * Трек-лист[13] \| * Трек-лист[13] \| * Трек-лист[13] \| \| # \| Назва \| Тривалість \| \| --------------- \| --------------- \| --------------- \| \| 1. \| «Intro» \| 1:12 \| \| 2. \| «Некуда деться» \| 3:01 \| \| 3. \| «Это я» \| 2:50 \| \| 4. \| «Ohh La La» \| 2:31 \| \| 5. \| «Без повода» \| 2:48 \| \| 6. \| «Outro» \| 1:16 \| \| 12:58 \| \| \| |
| * Трек-лист         |                                                                                | |
| #                   | Назва                                                                          | Тривалість |
| 1.                  | «Intro»                                                                        | 1:12 |
| 2.                  | «Некуда деться»                                                                | 3:01 |
| 3.                  | «Это я»                                                                        | 2:50 |
| 4.                  | «Ohh La La»                                                                    | 2:31 |
| 5.                  | «Без повода»                                                                   | 2:48 |
| 6.                  | «Outro»                                                                        | 1:16 |
| 12:58               |                                                                                | |

### Сингли
| Рік  | Сингл                                        | Альбом                         |
| ---- | -------------------------------------------- | ------------------------------ |
| 2015 | «Мистика» (feat. USTINOVA)                   | без альбому                    |
| 2015 | «Двое»                                       | без альбому                    |
| 2016 | «Иногда»                                     | «Мир моих иллюзий»             |
| 2017 | «В поисках кайфа» (совм. с Burito)           | «Белый альбом» (альбом Burito) |
| 2017 | «Космос»                                     | «Мир моих иллюзий»             |
| 2017 | «Паранормальные»                             | «Мир моих иллюзий»             |
| 2017 | «Королева» (feat. Карандаш)                  | «Мир моих иллюзий»             |
| 2018 | «Из окон» (feat. Рем Дигга)                  | «Мир моих иллюзий»             |
| 2018 | «Падаем в небо»                              | «Мир моих иллюзий»             |
| 2018 | «Те, кто»                                    | без альбому                    |
| 2018 | «Делай любовь» (feat. Ёлка & Рем Дигга)      | «Мир моих иллюзий»             |
| 2019 | «Angel»                                      | без альбому                    |
| 2019 | «Shine»                                      | без альбому                    |
| 2019 | «Голоса»                                     | «Мир моих иллюзий»             |
| 2019 | «Новый трип»                                 | без альбому                    |
| 2019 | «Ностальжи»                                  | без альбому                    |
| 2020 | «Маяк»                                       | без альбому                    |
| 2020 | «Мегаполис» (совм. с Леваном Горозия)        | без альбому                    |
| 2020 | «Deja Vu»                                    | без альбому                    |
| 2020 | «Времена не выбрать» (совм. с Ёлкой)         | Из т/с «Гости из прошлого»     |
| 2021 | «После пяти»                                 | без альбому                    |
| 2021 | «Где я?»                                     | без альбому                    |
| 2021 | «Как дела, малыш?» (совм. с Мари Краймбрери) | без альбому                    |

## Чарти

### Річні чарти
| Пісня                            | Чарт (2018)                                              | Поз. | Іст.   |
| -------------------------------- | -------------------------------------------------------- | ---- | ------ |
| Дзвінкий & Рем Дігга — «З вікон» | Apple Music Топ-100 у Росії: 2018 рік                    | 70   | [ 14 ] |
| Дзвінкий — «Голосу»              | TopHit City & Country Radio — Top Year-End Hits (Russia) | 197  | [ 15 ] |

## Премії та номінації
| Рік  | Церемонія           | Номінація               | Номінант(и) | Результат | Іст.   |
| ---- | ------------------- | ----------------------- | ----------- | --------- | ------ |
| 2019 | Премія Муз-ТВ       | Прорив року             | Звонкий     | Номінація | [ 16 ] |
| 2019 | Премія Муз-ТВ       | Найкраще чоловіче відео | «Голоса»    | Номінація | [ 16 ] |
| 2019 | «Больше чем звезды» | Нові особи. Музика      | Звонкий     | Перемога  | [ 17 ] |